# Willy Eckert
Willy Eckert (ur. 1919, zm. 27 maja 1947 w Landsberg am Lech) – zbrodniarz hitlerowski, członek załogi obozu koncentracyjnego Mauthausen-Gusen i SS-Hauptscharführer.
Członek Waffen-SS od października 1935. Do personelu Mauthausen należał od 1 kwietnia 1939 do listopada 1943. Eckert sprawował funkcję kierownika komanda więźniarskiego i pełnił służbę w obozowej pralni. Uczestniczył w egzekucjach i znęcał się nad więźniami.
Willy Eckert został skazany w procesie załogi Mauthausen-Gusen (US vs. Johann Altfuldisch i inni) przez amerykański Trybunał Wojskowy w Dachau na karę śmierci. Wyrok wykonano przez powieszenie w więzieniu Landsberg 27 maja 1947.